# Dicranosepsis iwasai
Dicranosepsis iwasai är en tvåvingeart som beskrevs av Ozerov 1997. Dicranosepsis iwasai ingår i släktet Dicranosepsis och familjen svängflugor.
Artens utbredningsområde är Thailand. Inga underarter finns listade i Catalogue of Life.